# Dasani

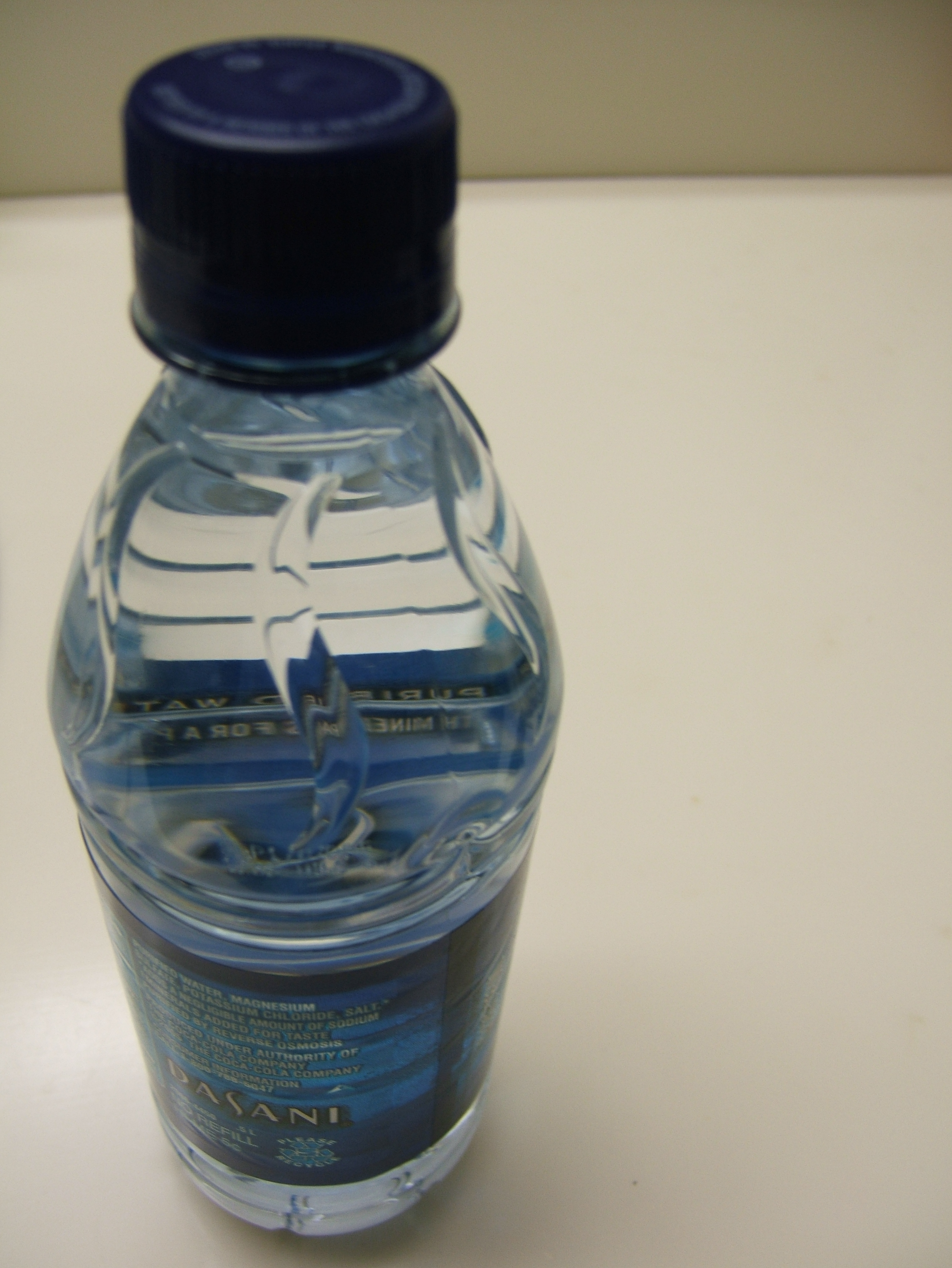
Garrafa de Dasani comercializada no Reino Unido

Dasani é uma marca de água engarrafada, comercializada pela empresa The Coca-Cola Company desde 1999.
A água Dasani recorre a fortes campanhas de marketing, vendo o seu produto colocado em filmes como You Got Served e séries de televisão como The West Wing. O nome Dasani foi escolhido após inquéritos aos consumidores mostrarem que este era considerado "relaxante" e que sugeria "pureza".

## No Brasil
A marca foi lançada no Brasil, mas em 2003 mudou o nome para Aquarius.

## Nos Estados Unidos
Nos Estados Unidos, A Coca-Cola usa água da torneira do serviços municipais locais, filtrando-a através de um processo de osmose inversa, e acrescenta alguns minerais, incluindo sulfato de magnésio (Sais Epsom), cloreto de potássio e sal de mesa (cloreto de sódio).

## No Reino Unido
A Dasani foi lançada no Reino Unido a 10 de Fevereiro de 2004. O lançamento do produto foi considerado um "desastre", um "fiasco" e uma verdadeira catástrofe de relações públicas.
Os primeiros anúncios publicitavam a Dasani como "bottled spunk" ou associada à expressão "can't live without spunk". Estes slogans não levaram em conta que a palavra "spunk" no Reino Unido é usada como calão para sémen.
Foi largamente reportado que a Dasani era água da torneira posteriormente tratada e engarrafada. Embora a Coca-Cola nunca tenha implicado que a Dasani originava numa nascente ou outra fonte natural, todas as campanhas de marketing a retratavam como particularmente "pura". Foi lançada uma investigação para apuramento dos factos.
A 18 de Março de 2004 as autoridades do Reino Unido encontraram uma concentração de brometo, substância suspeita de ser cancerígena, e em quantidade considerada prejudicial. A Coca-Cola retirou de imediato meio milhão de garrafas do mercado e cancelou a marca "Dasani" no Reino Unido.